# Montrose (Dakota del Sud)
Montrose è un comune (city) degli Stati Uniti d'America della contea di McCook nello Stato del Dakota del Sud. La popolazione era di 472 abitanti al censimento del 2010.

## Geografia fisica
Montrose è situata a 43°41′58″N 97°11′09″W (43.699453, -97.185858).
Secondo lo United States Census Bureau, la città ha una superficie totale di 1,07 km², dei quali 1,07 km² di territorio e 0 km² di acque interne (0% del totale).

## Storia
Montrose fu progettata nel 1880. Alcuni dicono che la città prese il nome dal romanzo A Legend of Montrose di Sir Walter Scott, mentre altri sostengono che il nome sia un amalgama di "montagna" e "rosa", caratteristiche vicine il sito originale della città. Un ufficio postale è in funzione a Montrose dal 1880.

## Società

### Evoluzione demografica
Secondo il censimento del 2010, la popolazione era di 472 abitanti.

### Etnie e minoranze straniere
Secondo il censimento del 2010, la composizione etnica della città era formata dal 97,67% di bianchi, lo 0% di afroamericani, lo 0% di nativi americani, lo 0% di asiatici, lo 0% di oceanici, l'1,06% di altre razze, e l'1,27% di due o più etnie. Ispanici o latinos di qualunque razza erano il 2,33% della popolazione.